# 五反田日活劇場
五反田日活劇場（ごたんだにっかつげきじょう）は、日本の映画館である。第二次世界大戦後の1950年（昭和25年）6月、東京都品川区五反田（現在の西五反田）に東京セントラル劇場（とうきょうセントラルげきじょう）として開館、セントラル映画社（英語: CMPE）の配給するアメリカ映画を中心に上映した。セントラル映画社解散後も、松竹洋画系に参加して洋画の封切館でありつづけた。通称五反田セントラル（ごたんだセントラル）。1958年（昭和33年）には日活の封切館に変わり、五反田日活劇場と改称した。五反田日活映画劇場（ごたんだにっかつえいがげきじょう）とも。1971年（昭和46年）前後には閉館した。巖谷國士が通い、寺山修司が親しんだことで知られる。

## 沿革
- 1950年6月 - 東京セントラル劇場として開館[1][2][3]
- 1958年 - 五反田日活劇場と改称[4][10]
- 1971年前後 - 閉館[6][7]

## データ
- 所在地 : 東京都品川区西五反田1丁目31番4号[5]、現在の日本生命五反田ビルの位置[13][14]
  - 開館当時の同区五反田2丁目367番地[1][2][3][4][9]

北緯35度37分28秒 東経139度43分20秒 / 北緯35.62444度 東経139.72222度
- 経営 : 
  1. 東京国際興行 [2]
  2. 中央映画興行 [4][5]
- 支配人 : 
  1. 近藤百太郎 （1950年[2] - 1957年前後[3]）
  2. 小針展吉 （1957年前後 - 1960年）
  3. 八木宗七 （1960年[4] - 1965年前後）
  4. 島田和男 （1965年前後 - 1971年前後[5]）
- 構造 : 鉄筋コンクリート造二階建[2][3][4][5]
- 観客定員数 : 684名（1950年 - 1951年[2]） ⇒ 584名（1955年[3]） ⇒ 668名（1961年[4]） ⇒ 264名（1967年[5]）

## 概要

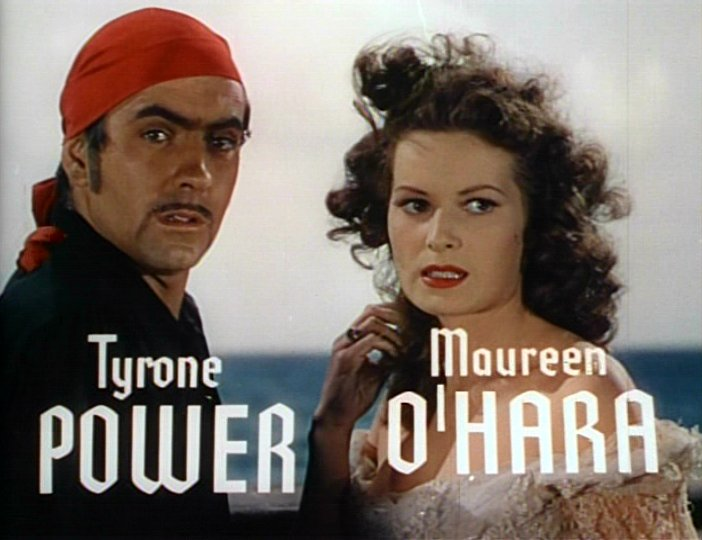
同館が開館と同月、1950年（昭和25年）6月23日にセントラル映画社が公開した『海の征服者』（監督ヘンリー・キング、1942年）のタイロン・パワーとモーリン・オハラ。テクニカラーによる剣戟映画である。

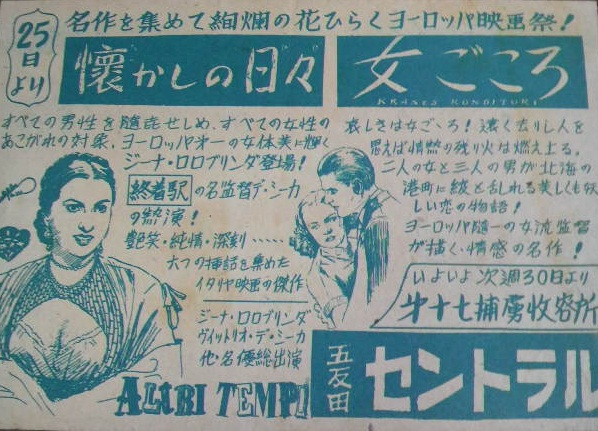
松竹洋画系SYチェーンの時代の同館のチラシ広告（1954年、写真2）。

### アメリカ映画の専門館
第二次世界大戦後の1950年（昭和25年）6月、東京都品川区五反田2丁目367番地（現在の西五反田1丁目31番4号）に東京セントラル劇場として開館、セントラル映画社（CMPE, セントラル・モーション・ピクチュア・エキスチェンジとも）が独占的に配給するアメリカ映画を一番館として封切上映する、アメリカ映画専門館として営業を開始した。同館は、山手線および東急池上線の五反田駅から見て目黒川にかかる大崎橋を渡った右手、池上線の大崎広小路駅にも近い場所に立地していた。同館開館当時の五反田駅近辺には、戦前から存在した映画館のうち、山手線の内側に位置した松竹系一番館の五反田劇場（五反田1丁目261番地、経営・籏興業）と、目黒川沿いに位置しており同館至近であった東京映画配給系一番館の五反田東横映画劇場（かつての東宝五反田映画劇場、のちの五反田東映劇場、五反田2丁目337番地、経営・東横映画）の2館しか残っていなかった。
同館の正確なこけら落とし作品は不明であるが、セントラル映画社が同館の開館月に配給した作品は、2日公開の『山荘物語』（監督リチャード・ソープ、製作メトロ・ゴールドウィン・メイヤー、1949年）、6日公開の『銃弾』（監督レスリー・セランダー、製作ユナイテッド・アーティスツ映画、1943年）、13日公開の『腰抜け顔役』（監督シドニー・ランフィールド、製作パラマウント映画、1949年）、20日公開の『アマゾンの美女』（監督ジョン・H・オーア、製作リパブリック映画、1948年）、同じく『風変りな恋』（監督リチャード・ヘイデン、製作パラマウント映画、1948年）、23日公開の『海の征服者』（監督ヘンリー・キング、製作廿世紀フォックス、1942年）、27日公開の『ブロンディ仲人の巻』（監督フランク・R・ストレイヤー、製作コロンビア ピクチャーズ、1940年）、同じく『凸凹ハレムの巻』（監督チャールズ・F・ライスナー、製作メトロ・ゴールドウィン・メイヤー、1944年）、30日公開の『ジャンヌ・ダーク』（監督ヴィクター・フレミング、製作RKOラジオ映画、1948年）である。同館の興行系統は一番館であったため、セントラル映画社の配給作品は、同館でも公開日に封切られた。
開館当時の同館は、経営は吉島清衛が代表を務める東京国際興行株式会社、支配人は同社常務取締役の近藤百太郎（1901年 - 没年不詳）、観客定員数684名を収容する鉄筋コンクリート造二階建の中規模の映画館であった。東京国際興行は同館に本社を置く企業であり、社長の吉島清衛、会長の二代目山口仙太郎ともに富山県富山市の人物である。東京国際興行は、その後、山口が代表を務める富山市の映画会社、中央映画興業株式会社に吸収されて同社東京支店になり、同館の支配人の近藤は中央映画興業の取締役を務めた。同館支配人の近藤百太郎は、1920年（大正9年）に松竹に入社、東和商事（現在の東宝東和）勤務を経て、1930年（昭和5年）ころには教育映画の商社、東京映画商会の代表を務めた人物である。中央映画興業は、1946年（昭和21年）2月、二代目山口仙太郎が富山市で設立した中央映画劇場を前身とした興行会社で、同館のほか、富山市内で中央映画劇場（のちの富山日活および富山スカラ座、2006年閉館）および富山映画会館（1970年10月閉館）、同県高岡市内に高岡セントラル劇場（セントラル系、のちの高岡大和劇場、1996年閉館）を開館・経営した。
セントラル映画社は1951年（昭和26年）12月27日には解体されており、その後は、松竹洋画部が組成した洋画チェーン「SYチェーン」に参加、浅草松竹座、新宿武蔵野館、渋谷全線座、銀座全線座、上野スター座、神田日活劇場、松竹アカデミー劇場（かつての銀座松竹映画劇場）とともに8館のチェーンを形成した。同館が発行したチラシ広告によれば、1954年（昭和29年）3月24日に松竹洋画部が公開した『女ごころ』（監督アストリズ・ヘニング＝イエンセン、1951年）と同年2月4日に松竹洋画部がイタリフィルム配給提携して公開した『懐かしの日々』（監督アレッサンドロ・ブラゼッティ、1952年）を同館では同時上映している。次週に控えるのは、同年2月23日にパラマウント映画が公開した『第十七捕虜収容所』（監督ビリー・ワイルダー、1953年）であった（写真2）。高輪生まれの仏文学者巖谷國士（1943年 - ）が幼少のころ通ったのは、同館が洋画ロードショー館だった時代まで、巖谷の回想によれば上映作品のほかに「無数の魚の映像」を上映する趣向があったという。
のちに神田日活劇場、銀座全線座とともに同館も同チェーンを離脱、1958年（昭和33年）には五反田日活劇場と改称した。同チェーンは、同年4月12日に公開された『パリの休日』（監督ガード・オズワルド、製作ユナイテッド・アーティスツ映画、1958年）を最後に同年5月、解散した。この間、1952年（昭和27年）10月に五反田名画座（五反田1丁目262番地、経営・鈴木聰子）、1954年（昭和29年）8月に五反田オリンピア映画劇場（五反田1丁目152番地、経営・東洋興業）、1955年（昭和30年）12月27日に五反田大映劇場（五反田1丁目254番地、経営・大映興行）が開館しており、五反田地区の映画館は6館になっていた。

### 日活アクションの時代
五反田日活劇場となってからの同館は、日活が新設した撮影所（1954年開所）が製作する作品の封切館として、新作を次々に公開した。「SYチェーン」が解散する1958年4月に日活が配給した映画には、同月15日に公開された『陽のあたる坂道』（監督田坂具隆、主演石原裕次郎）等がある。当時の同館の経営は引き続き中央映画興行、支配人は小針展吉、次いで1960年（昭和35年）からは八木宗七、観客定員数は668名であった。同地域の映画館産業のピークはこのあと急速に過ぎ去り、1961年（昭和36年）には五反田オリンピア映画劇場、1968年（昭和43年）には五反田大映劇場といった後発組が相次いで閉館した。同館が日活系の封切館になった1950年代末からピークを迎えていた「日活アクションの時代」は、1960年代末には終わりを迎えようとしていた。寺山修司（1935年 - 1983年）が親しんだのはこの時代であり、五反田を舞台にした戯曲『レミング』（初演1979年）のなかで、同館について言及している。
日活は経営困難のため1969年（昭和44年）の撮影所売却（のちに買戻し）、1971年（昭和46年）には堀久作が退陣、同年11月にはロマンポルノの製作・配給に踏み切るが、同館は、同年前後の時期に閉館している。五反田地区の映画館は、五反田劇場（五反田東2丁目2番3号、経営・簱興行、1973年閉館）、五反田東映劇場（五反田西1丁目28番2号、経営・東映、1990年閉館）、五反田名画座（五反田東2丁目3番3号、経営・五反田名画座、1989年閉館）の3館だけが残った。同館の建物はすでになく、跡地には、1974年（昭和49年）7月に日本生命五反田ビルが竣工し、現在に至る（2013年7月）。
2013年（平成25年）に解体された「五反田日活ビル」（西五反田2丁目7番10号）は、同館跡地とは無関係の場所である。

## アメリカンムービーウィークリー
『アメリカンムービーウィークリー』（英語: American Movie Weekly）は、同館がセントラル系であった時代に発行した週報、映画プログラムである。

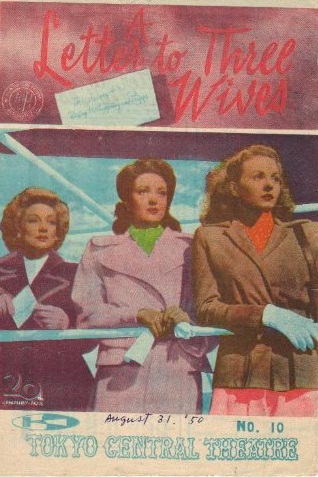
『アメリカンムービーウィークリー』10号、1950年（昭和25年）5月9日公開の『三人の妻への手紙』（監督ジョーゼフ・L・マンキーウィッツ、1949年）
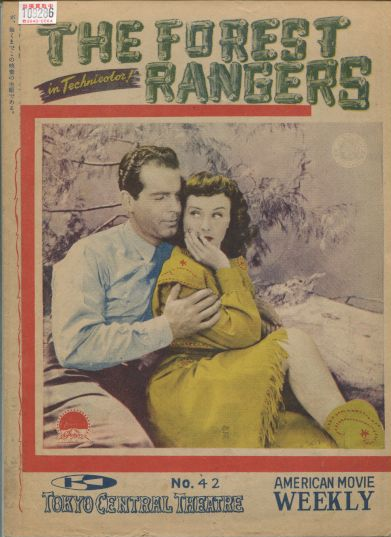
『アメリカンムービーウィークリー』不明号、同年12月17日公開の『森林警備隊（英語版）』（監督ジョージ・マーシャル（英語版）、1942年）。
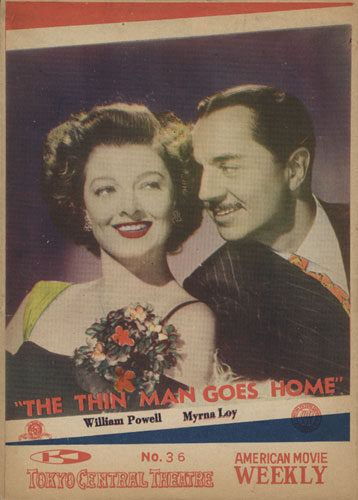
『アメリカンムービーウィークリー』36号、1951年（昭和26年）2月14日公開の『風車の秘密（英語版）』（監督リチャード・ソープ、1945年）
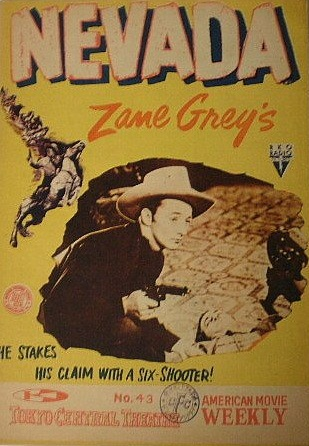
『アメリカンムービーウィークリー』43号、同年4月3日公開の『ネヴァダ男（英語版）』（監督エドワード・キリー、1944年）。